# Frédéric Brugmann de Walzin
Frédéric Brugmann de Walzin (Brussel, 8 augustus 1874 - Ukkel, 18 december 1945) was een Belgisch bankier, officier en volksvertegenwoordiger

## Biografie

### Familie
De oorsprong van de Belgische familie Brugmann is te vinden bij Frédéric Brugmann die vanuit Dortmund naar Verviers emigreerde en er in de wolnijverheid actief werd. Zijn protestantse voorvaders in Dortmund hadden beroepen als griffier, terwijl verschillende ook dominee waren. De spinnerij in Verviers opgericht door Brugmann en zijn vennoot Jacques Engler werd uitgerust met de meest moderne machines en kende een aanzienlijke ontwikkeling. De vennoten stichtten vervolgens in Brussel de Bank Engler, Brugmann & Cie. De drie zoons Brugmann werden eveneens bankier.
Baron Frédéric Brugmann was een zoon van een van die broers, Alfred Brugmann, en Marie Kenens (1844-1923). Zijn vader verkreeg in 1912 opname in de erfelijke adel met een bij eerstgeboorte overdraagbare titel van baron. Hij nam als wapenspreuk Soli Deo Gloria.
Hij verkreeg in 1929 aan zijn naam en die van zijn erfgenamen de toevoeging de Walzin te mogen doen, naar de naam van het Kasteel van Walzin dat hij bezat en grondig verbouwd had. De enige zus van Frédéric, Marguerite Brugmann (1866-1887) trouwde in Italië met prins Camille Borghese.
Brugmann trouwde in 1904 in Brussel met Jeanne du Roy de Blicquy (1884-1941). Ze kregen drie dochters.
- Marguerite Brugmann de Walzin (1905-1992) trouwde in 1934 in Brussel met graaf Gaston de Marchant et d'Ansembourg (1891-1957), gevolmachtigd minister van Luxemburg in België en kamerheer van de groothertog van Luxemburg, zoon van graaf Amaury de Marchant et d'Ansembourg, Luxemburgs politicus en diplomaat. Ze kregen een zoon en een dochter, met afstammelingen tot heden.
- Denise Brugmann de Walzin (1916-2006) trouwde in 1937 in Dréhance met burggraaf Philippe de Jonghe d'Ardoye (1911-1991), kleinzoon van burggraaf Louis de Jonghe d'Ardoye. Ze kregen vier zoons en een dochter, met afstammelingen tot heden.
- Mireille Brugmann de Walzin (1923-1998), trouwde in 1946 in Dréhance met baron Albert de Radzitzky d'Ostrowick (1916-2009), bankier. Ze kregen vier zoons en een dochter, met afstammelingen tot heden.

De familienaam wordt in herinnering gehouden door de Brugmannlaan die doorheen de gemeenten Sint-Gillis, Elsene, Vorst en Ukkel loopt, alsook door het Brugmannhospitaal. Ze herinneren meer bepaald aan een oom van Frédéric, Georges Brugmann, bankier, mecenas en grootgrondbezitter.

### Loopbaan
Brugmann werd eveneens bankier. Hij nam deel aan de Eerste Wereldoorlog als cavalerieofficier. Bij het einde van de oorlog had hij de rang luitenant-kolonel bereikt. Opnieuw burger geworden werd hij een van de oprichters van de Ligue de la Renaissance Nationale, die er over de ideale staatsvorm een aantal ideeën op nahield. De 'Liga' werd een 'Partij' en er werd met grote verwachtingen deelgenomen aan de eerste naoorlogse wetgevende verkiezingen in 1919. Het werd een grote ontgoocheling. De partij slaagde er niet in de kiezer te bekoren en verwierf slechts een zetel. Die zetel ging naar Frédéric Brugmann, die de lijst in Brussel had aangevoerd. Zijn eventuele opvolger was Pierre Daye, die later nog van zich zou laten horen. Brugmann trok zich terug in de anonimiteit van het bankiersbestaan.